# Charles N’Zogbia
Charles N’Zogbia (* 28. Mai 1986 in Harfleur) ist ein französischer Fußballspieler. Der Sohn kongolesischer Eltern und Absolvent der Fußballakademie des AC Le Havre kommt in der Regel auf der linken Außenposition im Mittelfeld zum Einsatz, spielt aber gelegentlich auch auf der zentralen offensiven Mittelfeldposition oder als linker Außenverteidiger.

## Sportlicher Werdegang

### Vereinskarriere
Der in der Normandie geborene Charles N’Zogbia wuchs in der Pariser Banlieue in der Nähe des Stade de France auf und schloss sich später der Jugendabteilung der AC Le Havre an. Im Alter von 17 Jahren wurde er dort von Charlie Woods, dem ehemaligen Chefscout von Newcastle United, entdeckt und erhielt die Möglichkeit zu einem Probetraining. Nach ungefähr einem Monat gemeinsamen Trainings hatte er die sportliche Leitung überzeugt und wurde schließlich verpflichtet. Um den Transfer selbst entwickelte sich jedoch ein Streit zwischen den Vereinen aus Le Havre und Newcastle, da ihn der französische Klub an einen Ausbildungsvertrag gebunden sah und Newcastle auf der freien Vereinswahl N’Zogbias bestand. Obwohl auch der Weltfußballverband FIFA die Ansprüche von Newcastle United unterstützte, entwickelte sich eine lang andauernde Kontroverse in Verbindung mit der Drohung einer rechtlichen Auseinandersetzung am Internationalen Sportgerichtshof, die letztlich mit einer Entschädigungszahlung in Höhe von etwa 250.000 Pfund an den AC Le Havre ihr Ende fand. Mit der offiziellen Vertragsunterzeichnung am 2. September 2004 war N’Zogbia die letzte Verpflichtung des damaligen Trainers Sir Bobby Robson.
In Newcastle wurde N’Zogbia auf Anhieb eine feste Größe im Verein und entwickelte sich zu einem der Publikumslieblinge – er erhielt im weiteren Verlauf den Spitznamen „Zog“ und den eigenen Sprechchor „Zog on the Tyne“, der sich auf einen Song der einheimischen Band Lindisfarne aus dem Jahre 1971 bezieht. Sein Debüt fand am 11. September 2004 statt, das mit einem 3:0-Sieg gegen die Blackburn Rovers endete. In der Saison 2005/06 wurde er endgültig zum Stammspieler und absolvierte insgesamt 41 Spiele. Sein erstes Tor erzielte er am 10. September 2005 per Freistoß bei einem 1:1-Remis daheim gegen den FC Fulham und konnte mit insgesamt sechs Treffern in der Spielzeit seine Torgefährlichkeit unter Beweis stellen – darunter war auch ein Tor nach einem sehenswerten Alleingang beim 4:1-Sieg gegen den Lokalrivalen FC Sunderland am 17. April 2006. In der mannschaftsinternen Rangfolge war er der viertbeste Torschütze der Saison 2005/06 und bereitete zudem sieben weitere Treffer vor. Obwohl damit das Interesse größerer Vereine geweckt wurde, verlängerte N’Zogbia am Ende der Spielzeit seinen Vertrag bei Newcastle United um drei weitere Jahre.
Während der Saison 2006/07 fand sich N’Zogbia jedoch häufiger nur auf der Ersatzbank wieder, da der damalige Trainer Glenn Roeder auf der linken Flügelposition den irischen Nationalspieler Damien Duff bevorzugte. Am 13. Dezember 2006 zog er sich zudem bei der 0:1-Niederlage gegen den FC Chelsea eine Verletzung zu, von der er erst gegen Ende Februar 2007 wieder zurückkehrte. Zum letzten Saisonspiel am 13. Mai 2007 gegen den FC Watford wurde N’Zogbia aus dem Kader entfernt, da er sich zuvor geweigert hatte, sich als Reservespieler auf die Ersatzbank zu setzen.
Trotz vorhandener Wechselgerüchte im Sommer 2007 blieb N’Zogbia auch in der Folgezeit bei Newcastle United wurde von Trainer Sam Allardyce zum ersten Spiel der Saison 2007/08 gegen die Bolton Wanderers in die Startformation berufen und erzielte beim 3:1-Sieg den ersten Treffer. Am 4. September 2007 unterzeichnete er einen neuen Fünfjahresvertrag. Diesen Vertrag erfüllte er allerdings nicht. Anfang Februar 2009 wechselte N’Zogbia im Tausch mit Ryan Taylor zu Wigan Athletic.
Ein Jahr vor Vertragsschluss wechselte er im Juli 2011 zum Ligakonkurrenten Aston Villa, bei dem er einen Fünfjahresvertrag unterzeichnete.

### Internationale Laufbahn
N’Zogbia absolvierte für die französische U-16-Auswahl im Jahre 2002 zwei Spiele und wurde im Sommer 2006 zunächst in den 24-Mann-Kader der französischen U-21-Nationalmannschaft für die anstehende Europameisterschaft in Portugal berufen. Aufgrund der kontinuierlichen Verstimmungen zwischen Newcastle, Le Havre und dem französischen Fußballverband verzichtete die sportliche Leitung der französischen Nachwuchsmannschaft jedoch letztlich auf ihn. Nach dem guten Start in die Saison 2007/08 wurde er dann aber im September 2007 in die U-21-Auswahl berufen. und feierte dort am 7. September beim 1:0-Sieg gegen Wales seinen Einstand.
Im Testspiel gegen Norwegen (1:2) absolvierte er am 11. August 2010 sein erstes Länderspiel für die französische A-Nationalmannschaft, bevor er nach 45 Minuten ausgewechselt wurde.